# Hovavart
Hovavart je nemačka rasa pasa. Njegovo ime znači „čuvar dvorišta“. Rasa je nastala u regionu oko planine Švarcvald i prvi put se pojavljuje u tekstovima i slikama iz srednjeg veka. 

## Osnovne osobine
Izgled
Hovavart može biti visok od 63−70 cm kod mužijaka i od 58-65 cm kod ženki, teži od 25-40 kg i javlja se u tri boje: Crnoj, crno-zlatnoj i zlatnoj boji.
Temperament
Hovavart je odličan pas čuvar i pomalo rezervisan prema strancima. On je porodičan pas i potpuno se posvećuje porodici.